# Coccodentalium cancellatum
Coccodentalium cancellatum är en blötdjursart som först beskrevs av Sowerby 1860.  Coccodentalium cancellatum ingår i släktet Coccodentalium och familjen Dentaliidae. Inga underarter finns listade i Catalogue of Life.